# Ruta 744 (Costa Rica)
La Ruta 744, oficialmente Ruta Nacional Terciaria 744, es una ruta nacional de Costa Rica ubicada en la provincia de Alajuela.

## Descripción
En la provincia de Alajuela, la ruta atraviesa el cantón de San Carlos (el distrito de  Pital), el cantón de Río Cuarto (los distritos de Río Cuarto, Santa Rita, Santa Isabel).